# Tiffani Thiessen
Tiffani-Amber Thiessen (Long Beach, 23 januari 1974) is een Amerikaanse televisie- en filmactrice en presentatrice.

## Biografie
Als kind streed ze mee in enkele schoonheidswedstrijden en won onder meer de Miss Junior America in 1987. Haar eerste doorbraak op televisie was in de succesvolle low-budget tienerserie Saved by the Bell waarin ze de populaire Kelly Kapowski speelde. In de periode 1994-1998 speelde Thiessen in nog een tienerserie, namelijk Beverly Hills 90210.
In 2003 speelde Thiessen een van de hoofdrollen in de door de Amerikaanse televisiezender Fox uitgezonden actieserie Fastlane. Door de lage kijkcijfers werd dit programma echter na één seizoen alweer gestopt. In 2006 verscheen ze in de kortlopende serie What About Brian. Van 2009 tot en met 2014 speelde ze in de Amerikaanse televisieserie White Collar de rol van Elizabeth Burke. In 2015 startte ze met een eigen kookprogramma op televisiezender Cooking Channel: Dinner at Tiffani's. Tussen 2018 en 2020 speelde ze in de serie Alexa & Katie de rol van Lori Mendoza, de moeder van Alexa. Eind 2020 begon ze met het presenteren van Deliciousness, een spin-off van Ridiculousness.
In maart 1999 pleegde haar vriend, acteur David Strickland, zelfmoord. Ze was van 2001 tot en met 2003 verloofd met acteur Richard Ruccolo. Op 9 juli 2005 trouwde Thiessen in Montecito, Californië met acteur Brady Smith. Samen hebben ze een dochter en een zoon.